# Gwiazda zmienna zaćmieniowa

Animacja ukazująca obiegające i zakrywające się gwiazdy oraz przebieg zmian w jasności całego układu

Gwiazda zmienna zaćmieniowa – gwiazda, która obserwowana na ziemskim niebie wykazuje zmiany w swojej jasności. Zmienność gwiazd tego typu wynika z faktu, iż są one układami najczęściej podwójnymi, w których składniki systemu obiegając się, w regularnych odstępach czasu wzajemnie się zasłaniają. Przy odpowiednim nachyleniu płaszczyzny orbity względem obserwatora, to wzajemne zakrywanie się składników powoduje zmiany jasności widomej.
Typowym przykładem gwiazdy zmiennej zaćmieniowej jest Algol w gwiazdozbiorze Perseusza.
Jedną z najbardziej nietypowych gwiazd tego typu, z najdłuższym znanym okresem wynoszącym 27,1 lat, jest epsilon Aurigae.

## Klasyfikacja gwiazd zaćmieniowych ze względu na typ krzywej zmian jasności
- Typ EA, zwany także zmienną typu Algol – na krzywej zmian jasności dla tego typu układów obserwuje się prawie stałą jasność między kolejnymi zaćmieniami, minima mają z reguły różną głębokość. Okres obiegu trwa od 0,2 dnia do 10 000 tysięcy dni[5]. Świadczy to o tym, że układ jest rozdzielony (lub półrozdzielony). Typ widmowy składników zawiera się w szerokim zakresie od O6 do M1. Czołowym przedstawicielem tego typu jest Algol (β Persei)[2][3][4][5].
- Typ EB, zwany także zmienną typu Beta Lyrae – obserwowane dwa minima o nierównej głębokości. Przejścia pomiędzy poszczególnymi minimami wykazują dużą zmianę jasności, a co za tym idzie, nie można dokładnie sprecyzować czasu pomiędzy kontaktami składników. Taki charakter krzywej zmiany jasności może być spowodowany dużymi odkształceniami składników (od kuli)[2] oraz nierównomiernym rozkładem jasności na poszczególnych obiektach[3]. Okres dla obiektów tego typu jest zazwyczaj dłuższy od jednego dnia. Typ widmowy składników to najczęściej B lub A[5]. Przedstawicielem tej grupy obiektów jest β Lyrae.
- Typ EW, zwany także zmienną typu W Ursae Majoris (W UMa) – krzywe zmian jasności są podobne do typu β Lyrae, jednak okres jest znacznie krótszy (od 0,25 do 1,2 doby). Składniki silnie zniekształcone (elipsoidalne; tworzące czasem układy kontaktowe[2][5]). Typ widmowy od F do G[5]. Często sinusoidalny charakter krzywych prędkości radialnych wskazuje na kołowe orbity układu. Wyróżnia się dwa podtypy tych układów: A – składnik o mniejszym promieniu ma mniejszą jasność powierzchniową, W – składnik o mniejszym promieniu ma większą jasność powierzchniową. Przedstawicielem tej grupy obiektów jest W Ursae Majoris.

## Klasyfikacja gwiazd zaćmieniowych ze względu na fizyczne właściwości składników układu
- Typ GS – system z jednym lub dwoma składnikami w postaci olbrzyma bądź nadolbrzyma. Jeden ze składników może być gwiazdą ciągu głównego[5].
- Typ PN – system, którego jednym ze składników jest jądro mgławicy planetarnej[5].
- Typ RS, zwany także zmienną typu RS Canum Venaticorum (RS CVn) – składniki takich systemów posiadają silną aktywność chromosferyczną. Krzywe blasku tych układów wykazuje kwazi-okresową zmienność występującą poza samymi zaćmieniami. Zjawisko to interpretuje się jako występowanie rozległych, chłodnych plam w fotosferze gwiazdy, które w połączeniu z rotacją gwiazdy doprowadzają do dodatkowych zmian w obserwowanej jasności. Systemy te charakteryzują się także obecnością emisji fal radiowych i rentgenowskich. Przedstawicielem tej grupy obiektów jest RS Canum Venaticorum[2][5].
- Typ WD – system, w którym co najmniej jeden składnik jest białym karłem[5].
- Typ WR – system, w którym co najmniej jeden składnik jest gwiazdą Wolfa-Rayeta[5].

## Klasyfikacja gwiazd zaćmieniowych ze względu na stopień wypełnienia swoich powierzchni Roche’a
- Typ AR – układ rozdzielony, w którym obiema składnikami są podolbrzymy niewypełniające swoich powierzchni Roche'a. Przedstawicielem tej grupy obiektów jest AR Lacertae[5].
- Typ D – układ rozdzielony, składniki nie wypełniają swoich powierzchni Roche'a[5].
  - Typ DM – układ rozdzielony, w którym oba składniki są gwiazdami ciągu głównego i nie wypełniają swoich powierzchni Roche'a[5].
  - Typ DS – układ rozdzielony, w którym jednym ze składników jest podolbrzym niewypełniający swojej powierzchni Roche'a[5].
  - Typ DW – układ podobny do typu W UMa we właściwościach fizycznych, ale jego składniki nie są ze sobą w kontakcie[5].
- Typ K – układ kontaktowy, składniki wypełniają swoje powierzchnie Roche'a[5].
  - Typ KE – układ kontaktowy, w którym składnikami są gwiazdy o typie widmowym od O do A wypełniające swoje powierzchnie Roche'a[5].
  - Typ KW – układ kontaktowy typu W UMa, którego składnikami są gwiazdy o zniekształconym (elipsoidalnym) kształcie, o typie widmowym od F0 do K. Składnik główny (jaśniejszy) jest w tym układzie gwiazdą ciągu głównego, a wtórny (ciemniejszy)[2] znajduje się w lewej, dolnej części diagramu (MV, B-V)[5].
- Typ SD – układ półrozdzielony, składnik o mniejszej masie wypełnia swoją powierzchnię Roche'a[5].